# 劉廷臣
劉廷臣（1509年—1559年），字伯鄰，號白石，山西平陽府洪洞縣人，軍籍，明朝政治人物。

## 生平
嘉靖十六年（1537年）中式丁酉科山西鄉試第一名舉人（解元），嘉靖十七年（1538年）聯捷戊戌科會試第一百九十六名，二甲第二十二名進士。授裕州知州，擢刑部員外郎，遷郎中，二十五年正月恤刑北直隸，出為開封府知府，以嚴為治。再遷湖廣辰沅道兵備副使，二十九年九月改天津。曾參與平定大名府、河間府兩地妖民，及討平河南盜賊，升河南右參政。三十二年十二月，擢都察院右僉都御史、巡撫宣府，三十三年十一月加右副都御史。三十四年十二月因久病廢事，被劾致仕回籍。三十八年卒，年五十一歲。

## 著作
著有《上谷須知》、《上谷圖考》及《南山圖考》。

## 家族
曾祖劉賢；祖父劉恭，封文林郎 兵馬司副指揮；父劉榮，號磵軒，府通判 贈奉直大夫。嫡母吉氏（封孺人）；生母林氏。慈侍下。兄劉廷相（號介石，嘉靖丁酉貢士、河间府通判），弟劉廷弼、劉廷聘。侄子劉應時，嘉靖二十六年丁未科進士。長子劉應科，號晋斋，嘉靖乙卯舉人，官馬湖知府；次子劉應元，號乾斋，隆慶五年辛未科進士。